# کارن

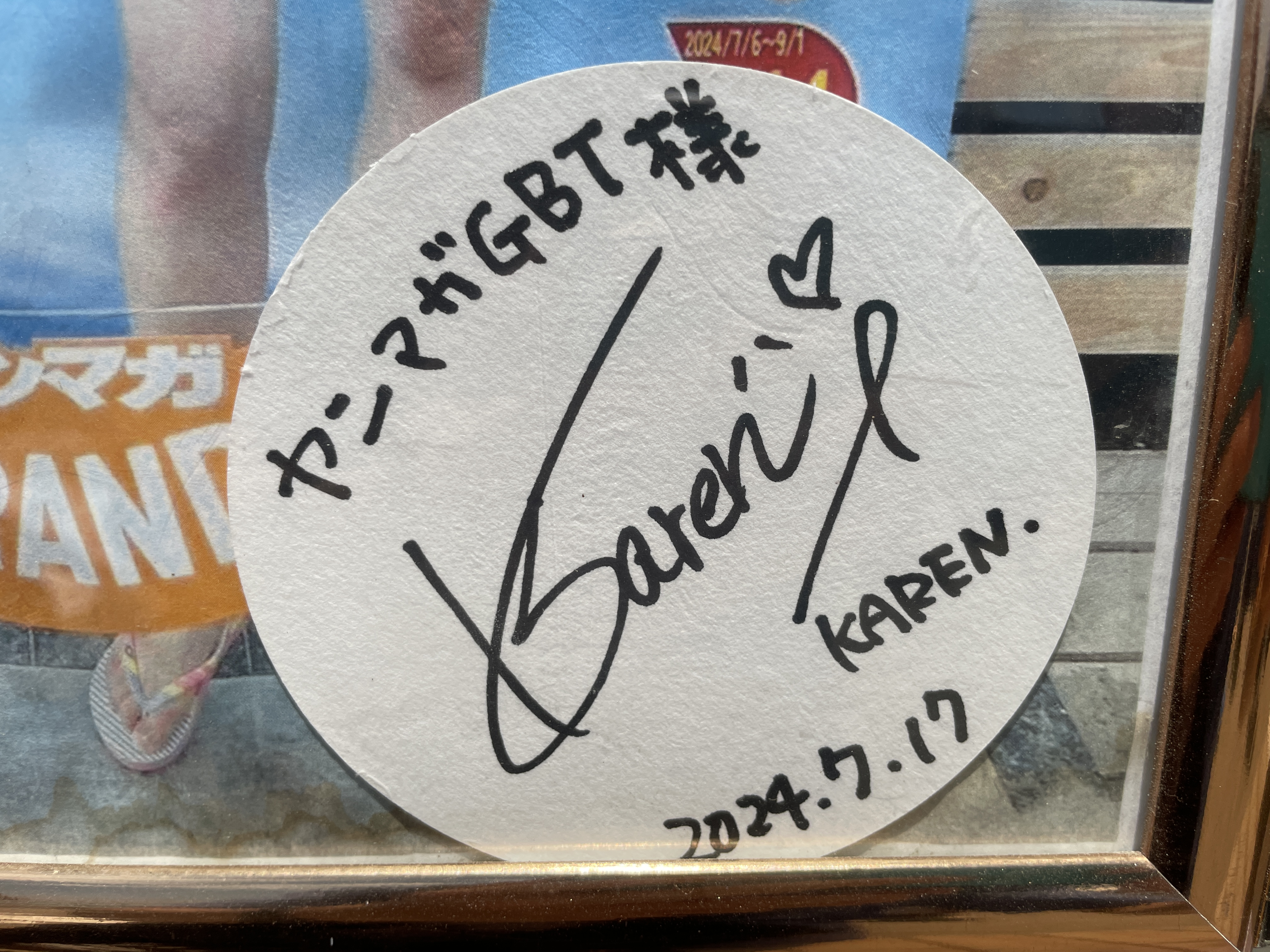
«امضای "کارن ایشیگاکی" هنگام حضور در تاریخ ۱۷ ژوئیه ۲۰۲۴ به عنوان یکی از اعضای GRAND BEER GALS (معروف به: グラビアギャルズ / Gravure Gals)، در رویداد "GRAND BEER TERRACE" مجله یان‌ماگا (Yanmaga)، در تاریخ ۱۰ اوت ۲۰۲۴ ساعت ۱۲:۰۰ ظهر.»

کارن یا کَرِن (به انگلیسی: Karen)  یا (Kaaren) نامی کوچک یا گاهی نام خانوادگی در زبان انگلیسی است که کوتاه‌شدهٔ نام کاترین است. علاوه‌بر آن در ارمنستان و ایران  نامی مردانه است که ریشه در افسانه‌های ایرانی دارد. معرب این نام در شاهنامه فردوسی قارن همان پسر کاوه آهنگر است. امروزه این نام در آفریقا و شرق آسیا هم یافت می‌شود. نام کارن ممکن است به یکی از موارد زیر اشاره داشته باشد:

## نام خانوادگی
- جیمز کارن
- زرمهر کارن

## نام کوچک
- کارن آرمسترانگ
- کارن آساتریان
- کارن آسریان
- کارن آقامیان
- کارن آلکسانیان
- کارن آلن
- کارن السون
- کارن او
- کارن بلیکسن
- کارن پیکرینگ
- کارن خاچاتوریان
- کارن خاچانوف
- کارن دایان بالدوین
- کارن دمیرچیان
- کارن دیوید
- کارن شاخنازاروف
- کارن کارپنتر
- کارن کاوالریان
- کارن کوکبورن
- کارن گیلان
- کارن لانکاوم
- کارن مک‌دوگال
- کارن موک
- کارن هاردینگ
- کارن هاکوبیان
- کارن همایون‌فر
- کارن هورنینگ
- کارن والنتین
- کارین مولدر
- کرن استراسمن
- کرن بلک
- کرن پنس
- کرن حسن
- کرن دوتریس
- کرن نایبرگ
- کرن هندل